# Munții Metaliferi (sit SCI)
Munții Metaliferi este o arie protejată (sit de importanță comunitară — SCI) din România, desemnată în scopul protejării biodiversității și menținerii într-o stare de conservare favorabilă a florei spontane și faunei sălbatice, precum și a habitatelor naturale de interes comunitar aflate în arealul zonei de protecție. Aceasta se întinde pe o suprafață de 14.317,3 ha, integral pe uscat.

## Localizare
Aria naturală se întinde pe teritoriile administrative ale comunelor Baia de Criș, Gurasada, Luncoiu de Jos, Vața de Jos, Vorța și Zam din județul Hunedoara Centrul acestuia este situat la coordonatele 46°06′45″N 22°35′10″E / 46.112619°N 22.585983°E.

## Înființare
Situl Munții Metaliferi (ROSCI0325) a fost declarat sit de importanță comunitară în septembrie 2011 pentru a proteja 4 specii din fauna sălbatică a României.

## Biodiversitate
Situată în ecoregiunea alpină a Munților Metaliferi, aria protejată conține 4 habitate naturale: Păduri tip Asperulo-Fagetum, Stejăriș cu Galio-Carpinetum, Păduri aluviale cu Alnus glutinosa și Fraxinus excelsior (Alno-Padion, Alnion nicanae, Salicion albae) și Păduri panonice-balcanice de stejar turcesc.
La baza desemnării sitului se află 4 specii de mamifere ocrotite la nivel european prin Directiva C.E. 92/43/CE (anexa I-a) din 21 mai 1992 (privind conservarea habitatelor naturale și a speciilor de faună și floră sălbatică) și aflate pe lista roșie a IUCN; astfel: urs carpatin (Ursus arctos), lup (Canis lupus), râs eurasiatic (Lynx lynx) și vidra de râu (Lutra lutra).